# Museu Guggenheim (Bilbao)
El Museu Guggenheim (en basc Guggenheim Bilbao Museoa) és un museu d'art contemporani dissenyat per l'arquitecte canadenc Frank O. Gehry situat a la ciutat de Bilbao al País Basc espanyol. Es tracta d'un dels diversos museus de la Fundació Solomon R. Guggenheim, vinculat a la fundació en règim de franquícia o col·laboració. Va ser inaugurat el 18 d'octubre de 1997 pel rei Joan Carles I d'Espanya. El museu va ser obert com a part d'un esforç de revitalització de la ciutat i la província de Biscaia portada a terme per les administracions públiques del País Basc. Gairebé des de l'obertura, el museu va ser una important atracció turística que atreu visitants de nombrosos països. Ha esdevingut un dels símbols més importants de la ciutat de Bilbao.
Les negociacions per a la construcció del museu entre les autoritats públiques de la comunitat autònoma del País Basc i els directius de la Fundació Guggenheim van començar al febrer de 1991. L'acord es va signar a la fi d'aquest any, seleccionant-se l'arquitecte i l'emplaçament de l'edifici a mitjan 1992. Des de la inauguració el 1997, el museu ha rebut una mitjana superior al milió de visitants anuals, causant un impacte extraordinari en l'economia i la societat basca, impulsant el turisme a la regió i promovent la revitalització de múltiples espais públics i privats a la vila, a més de millorar la imatge de la ciutat. Tot aquest fenomen, batejat pels mitjans de comunicació com a «efecte Guggenheim» o «efecte Bilbao», ha posat en relleu la importància del turisme cultural, i ha generat un efecte d'emulació en altres països, amb desiguals resultats.
La característica més cridanera del museu és l'innovador edifici en el qual s'emplaça, constituït per formes curvilínies i retorçades, recobertes de pedra calcària, cortines de cristall i planxes de titani. Té una superfície total de 24.000 m², dels quals 10.540 m² estan reservats per a les exposicions, distribuïts en 19 galeries, sent el museu amb més metres expositius de l'Estat. Se situa a la vora de la ria de Bilbao, en una zona denominada Abandoibarra, al costat del pont de la Salve, que està envoltat per una torre buida.
Tant l'edifici com la col·lecció permanent pertanyen al govern basc. El 3 de desembre de 2014 el patronat del Museu Guggenheim Bilbao va aprovar renovar per 20 anys més la col·laboració amb la Fundació Solomon R. Guggenheim de Nova York, subscrita el 1994 i la vigència del qual vencia el 31 de desembre.
Durant el mes d'octubre de 2017 i fins al dia 18, data d'inauguració de la pinacoteca, el museu va celebrar el seu XXè aniversari amb diverses activitats.

## Història
El Bilbao de finals de la dècada de 1980 era una ciutat gris i en decadència, molt afectada per la violència política, la reconversió industrial, la conflictivitat social i l'heroïna, i va endegar una reanimació va arrencar en realitat amb la construcció del Metro de Bilbao, el sanejament del Nervión, la fallida posada en marxa d'un centre d'art contemporani al vell magatzem de vins de l'Alhóndiga, una nova terminal a l'aeroport de Bilbao, dos ponts, el túnel d'Artxanda, dos biblioteques, un palau de congressos, un recinte firal, altres museus, parcs i edificis governamentals.
Després d'haver fracassat en l'intent d'obrir seus a Salzburg i Massachusetts, Thomas Krens, director i assessor sènior per a afers internacionals de la Fundació Solomon R. Guggenheim va buscar emplaçaments a Espanya per a una nova seu del museu, primer a Madrid, i després amb Barcelona, Sevilla i Santander, però cap ciutat va oferir la complicitat política de Bilbao.
El Govern Basc i la Diputació de Biscaia es van involucrar a fons en el projecte i les dues administracions van pagar a la fundació novaiorquesa 20 milions de dòlars, desemborsats en dues terminis, el 1992 i 1993, per allotjar la col·lecció durant 20 anys. Es va oferir inicialment l'Alhondiga a Frank Gehry, però es va negar perquè el lloc era massa petit per al concepte que tenia, i es va triar un solar a Abandoibarra, de 46.000 metres quadrats de forma triangular, i travessat pel pont de la Salve. Els treballs de construcció van començar el 1995 i van durar dos anys i mig, sent el contractista principal Ferrovial. Quan van començar les obres, l'augment del preu del titani al mercat internacional va posar en perill la construcció del museu, però finalment es va utilitzar titani més barat portat de Rússia.
L'edifici ocupa 24.000 metres quadrats i fou inaugurat el 1997, va acabar costant 100 milions d'euros. L'organització armada Euskadi Ta Askatasuna va organitzar un llançament de granades contra l'edifici durant la seva inauguració, a la que havíen d'assistir els caps d'estat i de govern espanyol, Joan Carles I d'Espanya i Jose Maria Aznar, però l'operació fou impedida per l'Ertzaintza, i en l'acció va morir un agent.
El 2014 es va ampliar l'acord de gestió per vint anys més, i en l'acord s'hi va donar més autonomia al museu respecte Nova York, es va obrir la possibilitat de construir una extensió del museu a Urdaibai i es va crear un programa de beques per a estudiants del País Basc, i un programa de residència per a artistes bascos en ascens.

## Arquitectura

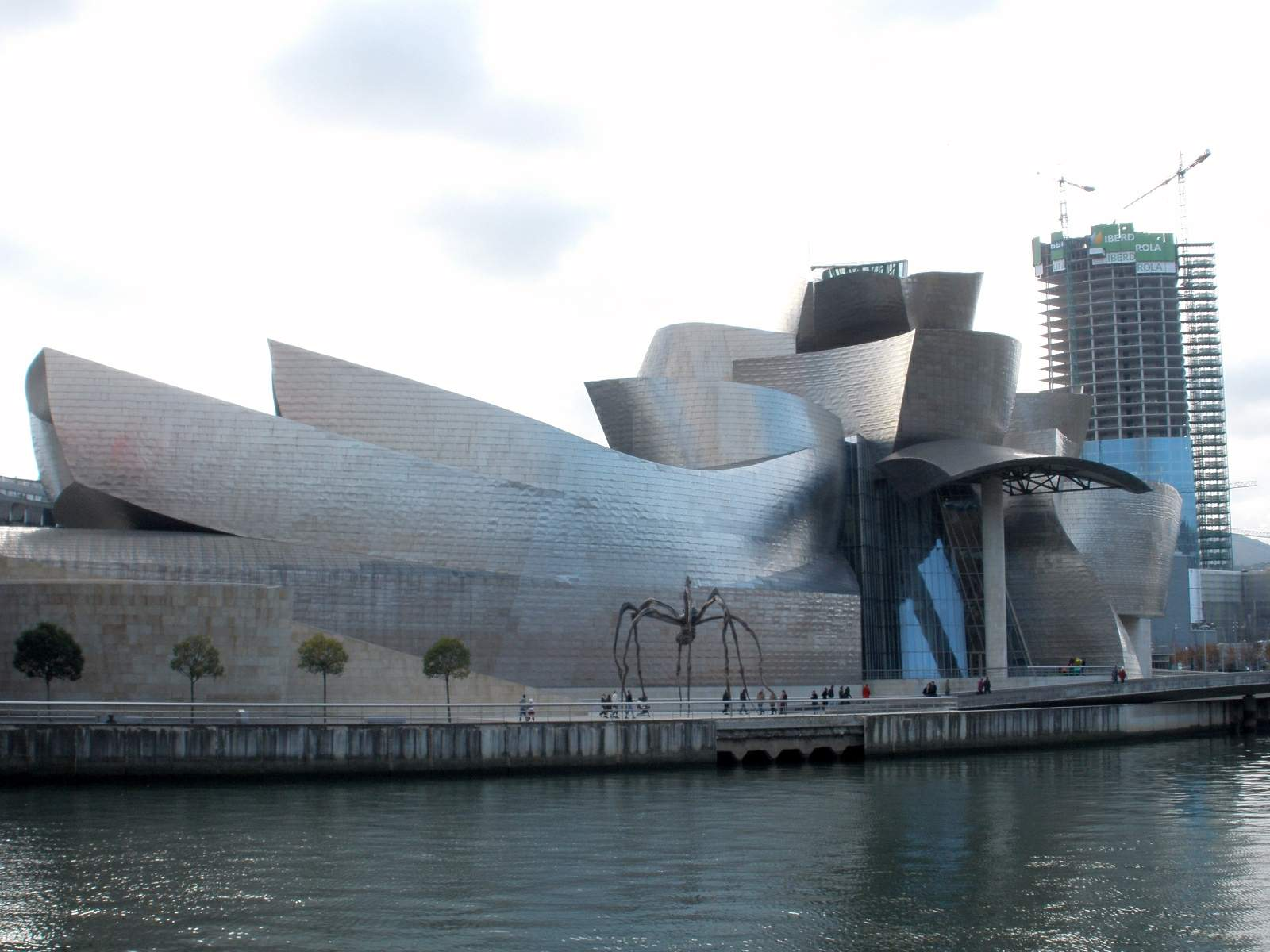
El museu Guggenheim de Bilbao

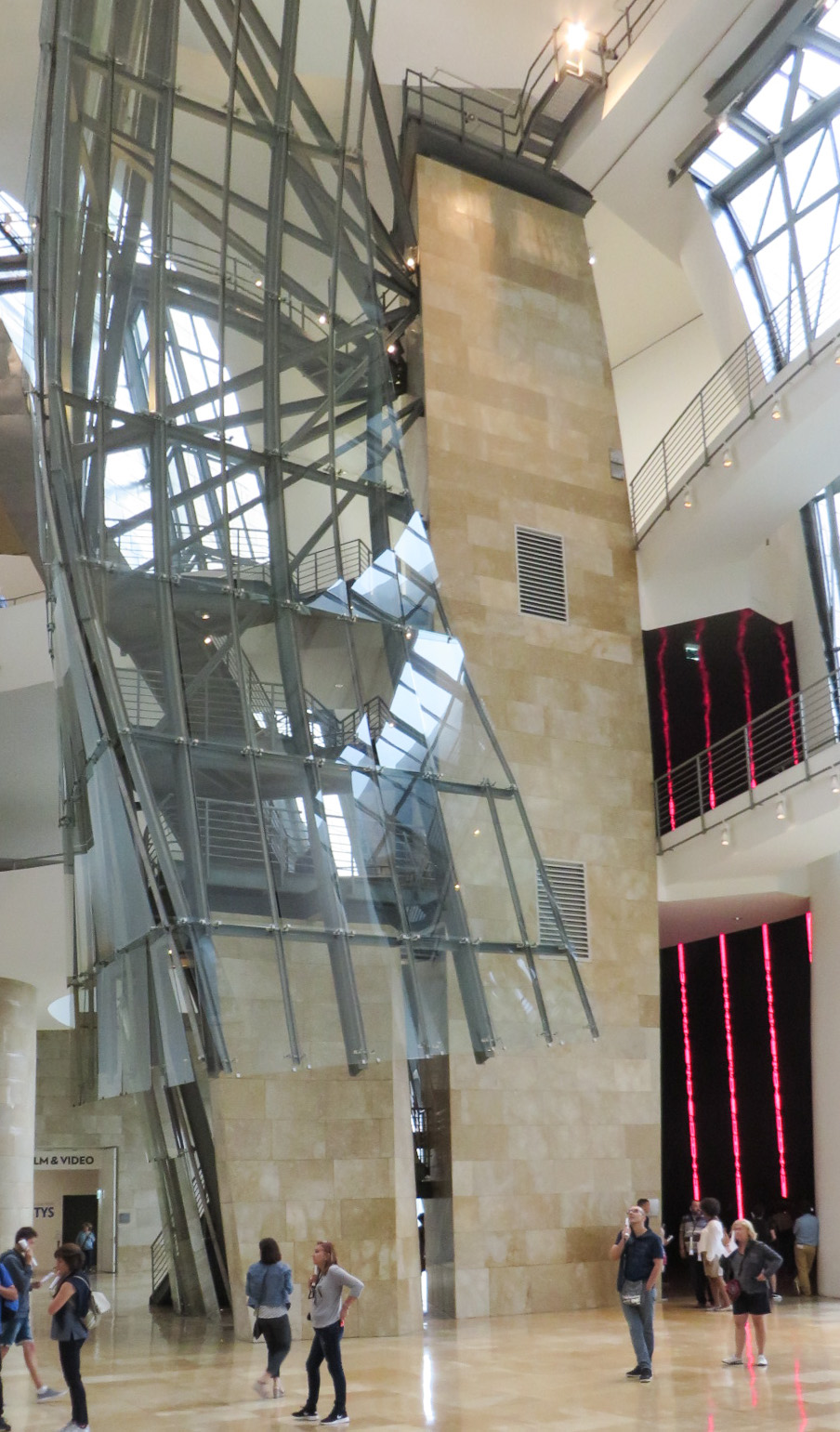
Interior del museu Guggenheim

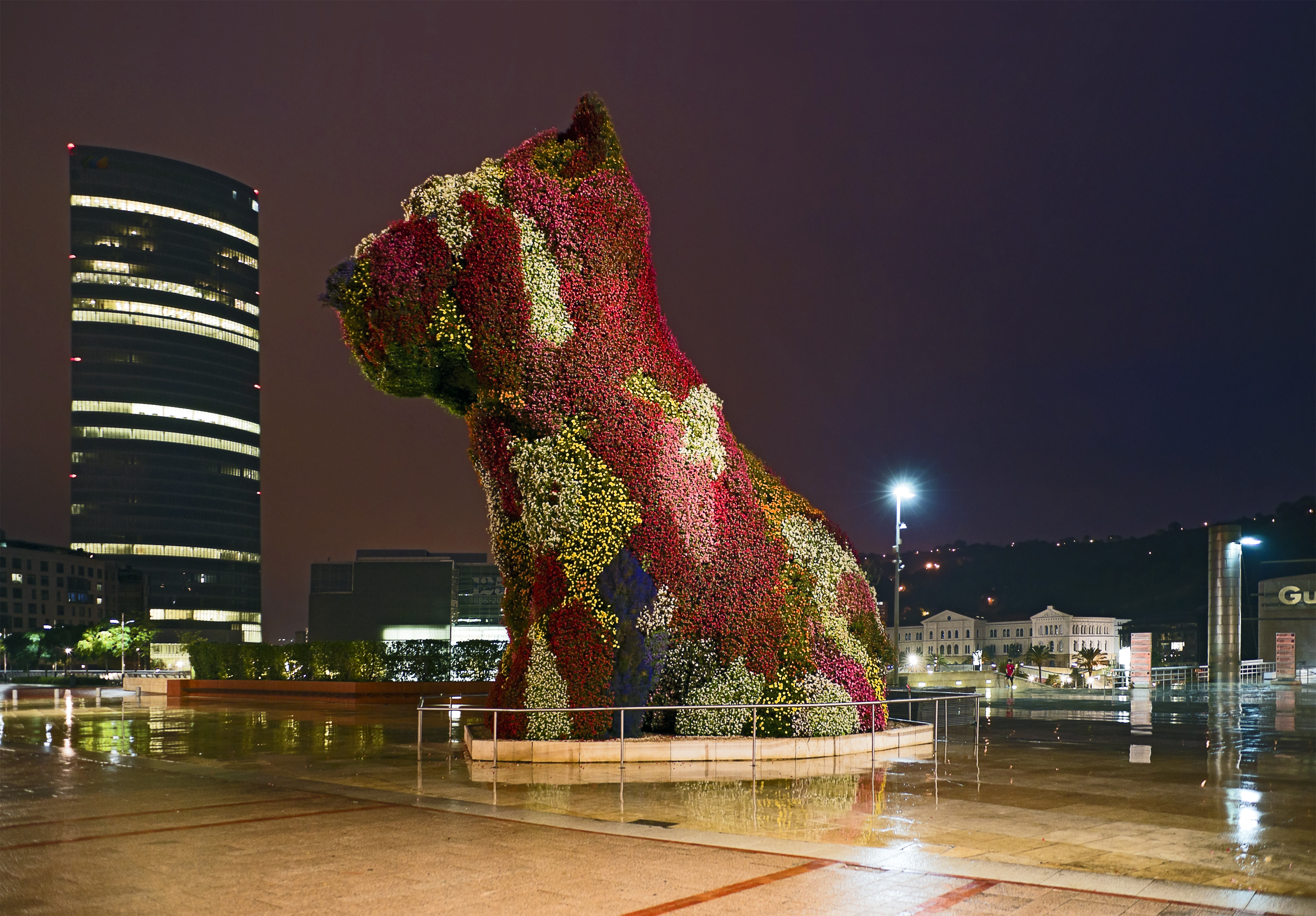
"Puppy", de Jeff Koons, a l'entrada del Guggenheim

La Fundació Solomon R. Guggenheim va seleccionar el gabinet d'arquitectes de Frank Gehry i el seu director, Thomas Krens, el va animar a dissenyar quelcom atrevit i innovador. Les corbes de l'exterior de l'edifici havien de semblar aleatòries; l'arquitecte va dir que l'atzar de les corbes està dissenyada per captar la llum. L'interior està dissenyat al voltant d'un gran atri ple de llum amb vistes a l'estuari de Bilbao i els turons circumdants del País Basc. L'atri, que Gehry va sobrenomenar La Flor per la forma particular que té, serveix com a centre organitzador del museu. El disseny del museu segueix el llibre d'estil i els mètodes de Frank Gehry. Com molts dels seus treballs anteriors l'estructura principal és radicalment esculpida seguint contorns gairebé orgànics. El museu afirma no contenir una sola superfície plana en tota l'estructura. Part de l'edifici és creuat per un pont elevat i l'exterior està recobert per plaques de titani i per una pedra calcària que va ser molt difícil de trobar (al final es va trobar a Andalusia) igual a la qual es va utilitzar per a construir la Universitat de Deusto. L'edifici vist des del riu aparenta tenir la forma d'un vaixell retent homenatge a la ciutat portuària en la qual s'inscriu. Els seus panells brillants s'assemblen a les escates d'un peix recordant-nos les influències de formes orgàniques presents en molts dels treballs de Gehry. Vist des de dalt, l'edifici posseïx no obstant això la forma d'una flor.
Per al seu disseny l'equip de Gehry va utilitzar intensament el disseny assistit per ordinador per a les estructures necessàries per a mantenir l'edifici aconseguint unes formes que haguessin estat impossibles de realitzar unes poques dècades abans. Mentre que el museu domina les vistes de la zona des del nivell del riu el seu aspecte des del nivell superior del carrer és molt més modest pel que no desentona amb el seu entorn d'edificis més tradicionals.
La fonamentació rau en pilots de formigó armat encastats en la roca, a una profunditat mitjana de catorze metres. Sobre el pilotatge i les lloses de formigó es va aixecar una estructura metàl·lica principal de perfils laminats que configura l'esquelet dels diferents nuclis de l'edifici, i sobre ella, es projecten una sèrie d'estructures metàl·liques secundàries molt més complexes tant per les formes com per la ubicació i dimensions.
L'edifici va ser immediatament aclamat com un dels edificis més espectaculars del món del desconstructivisme, tot i que Gehry no s'associa a aquest moviment, una obra mestra del segle xx. L'arquitecte Philip Johnson el va descriure com "l'edifici més gran del nostre temps", mentre que el crític Calvin Tomkins, a The New Yorker, el va caracteritzar com "un fantàstic vaixell de somni de forma ondulada amb un mantell de titani", els seus panells brillantment reflectants. també recorda les escates de peixos. Herbert Muschamp va elogiar la seva "brillantor mercurial" al diari The New York Times. The Independent qualifica el museu de "una increïble gesta arquitectònica".

## Exposicions
Les exposicions en el museu canvien freqüentment i contenen principalment treballs realitzats al llarg del segle xx sent les obres pictòriques tradicionals i les escultures una part minoritària comparada amb altres formats i instal·lacions artístiques i formats electrònics. Alguns entusiastes de l'art consideren que l'edifici en si està molt per sobre de les obres que formen part de la col·lecció del museu.

### Col·lecció permanent

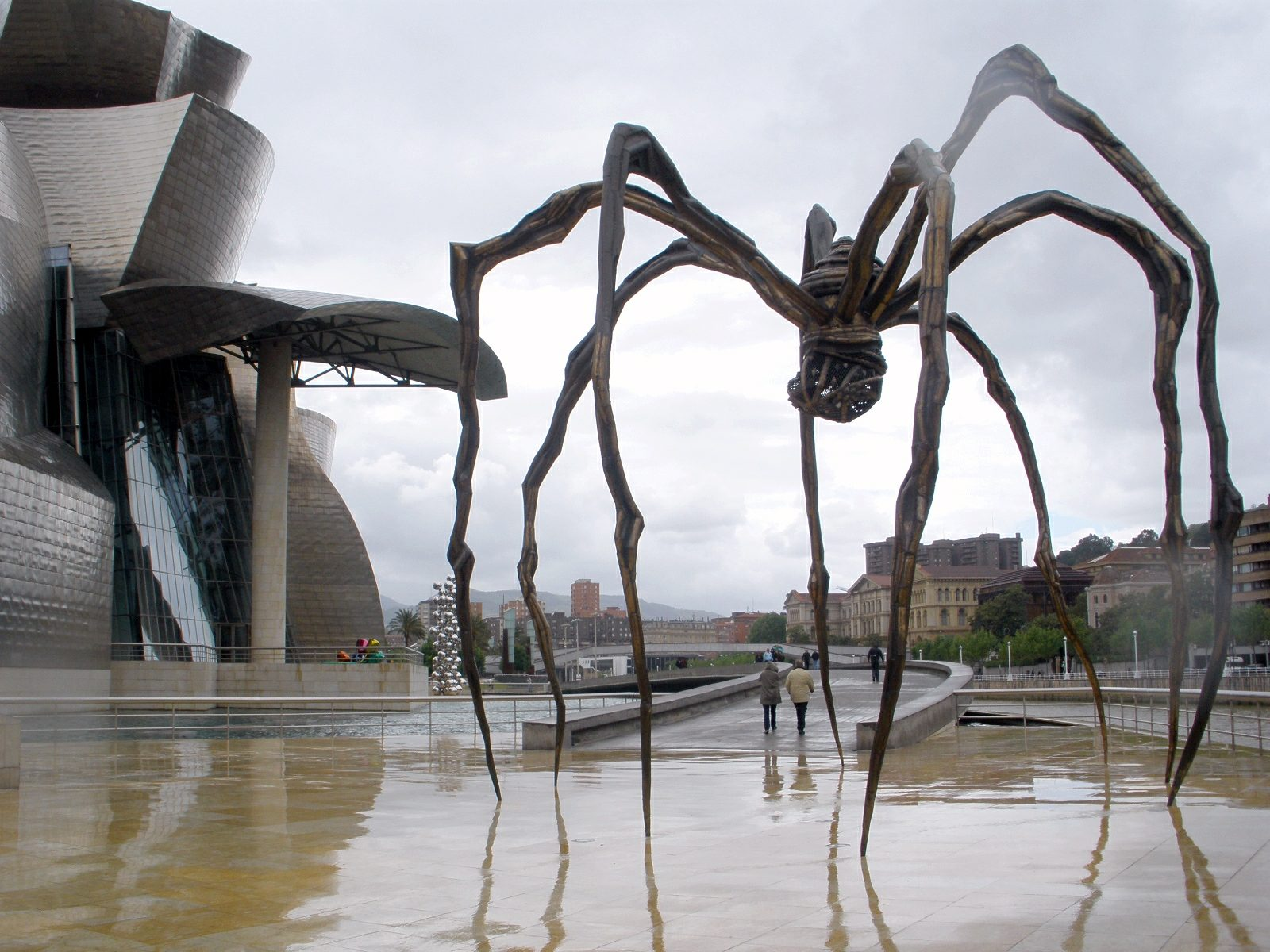
Maman de Louise Bourgeois, a l'exterior del Guggenheim

El 2015 el Museu Guggenheim Bilbao va decidir exposar de forma permanent les obres mestres dels millors artistes europeus, bascos i nord-americans del segle XX de la col·lecció pròpia, i conformada per 31 de les 130 obres d'art que ha adquirit el Museu. Entre les peces imprescindibles de l'exposició permanent destaquen Sense títol de Mark Rothko (1952-1953, Puppy de Jeff Koons (1992), The Matter of Time de Richard Serra (1994-2005), Zweistromland, d'Anselm Kiefer (1995), Tulips de Jeff Koons (1995-2004), How Profound Is the Air, d'Eduardo Chillida, (1996), Installation for Bilbao de Jenny Holzer (1997, Maman de Louise Bourgeois (1999) i Like Beauty In Flames de Jenny Holzer (2021).

## L'efecte Guggenheim
Es coneix com efecte Guggenheim l'acció duta a terme a Bilbao, la realització una inversió en una infraestructura cultural que serveix de catalitzador a tot un procés de transformació d'una ciutat, generador al seu torn de canvis socials, econòmics i urbanístics fins i tot més enllà del seu entorn proper, generant un retorn econòmic de 300 milions d’euros anuals i fent de l'edifici una icona de la ciutat, com la Torre Eiffel, erigida en 1889 o el Empire State Building, de 1931.

## Crítiques
Quan el museu es construïa, va rebre molta crítica des de diferents sectors de la cultura basca, ja que els fons per a construir-lo van sortir exclusivament dels pressupostos del Departament de Cultura del Govern Basc, mentre que molts reclamaven que sortissin d'altres àrees com Indústria, ja que consideraven que, sobretot, era una inversió de tipus empresarial més que cultural; i que deixava a la cultura basca desproveïda de fons durant aquests anys.
Fins i tot Jorge Oteiza va anomenar al Guggenheim Bilbao «Fàbrica de formatges», i va jurar que mentre visqués no permetria que cap de les seves obres hi fos exposada; si bé una vegada construït el museu va dir que «calia aprofitar el que ja hi havia» i no es va negar que les seves obres hi fossin exposades, com així ha succeït.
S'ha criticat també l'edifici per l'elevat cost i el caràcter gairebé experimental de moltes de les innovacions arquitecturals, que han fet més cara i difícil netejar i mantenir-lo, per humitats, oxidació del titani (encara que no es tracti d'una veritable oxidació), etc.
No obstant això, la majoria de les crítiques es van veure apagades per l'inesperat èxit que l'edifici i el mateix museu van tenir a nivell mundial, que van comportar a la ciutat enormes beneficis i van canviar positivament la imatge de Bilbao a nivell internacional.
El projecte del Museu Guggenheim va rebre a més el VI Premi Internacional Puente de Alcántara a la millor obra pública d'Espanya, Portugal i Iberoamericana.
Juntament amb el museu MARQ d'Alacant, són els dos únics d'Espanya que han obtingut el premi al Museu Europeu de l'Any.